# Katrine Wiedemann
Katrine Wiedemann (født 11. februar 1969 i København) er en dansk sceneinstruktør og datter af jazzanmelderen Erik Wiedemann.
Wiedemann har også fungeret som filminstruktør, dels på filmen Fruen på Hamre fra 2000, dels på Viceværten fra 2012.

## Sceneinstrukør
- Peer Gynt, Stockholms stadsteater, 2012 [2]
- Hamlet, Stockholms stadsteater, 2010 [3]
- Macbeth, Gasværket, 2010
- Den Kaukasiske kridtcirkel, Faust og Kirsebærhaven, Det Kongelige Teater, 2006/07
- Pinocchios aske, Det Kongelige Teater, 2005
- Extrem Sport, Teater Grob, 2003
- Romeo & Julia, Dramaten, 2002

## Bøger
- Ved gudernes bord. Om den umulige og nødvendige kunst (Gyldendal, 2016)[4]